# Рятувальний жолоб

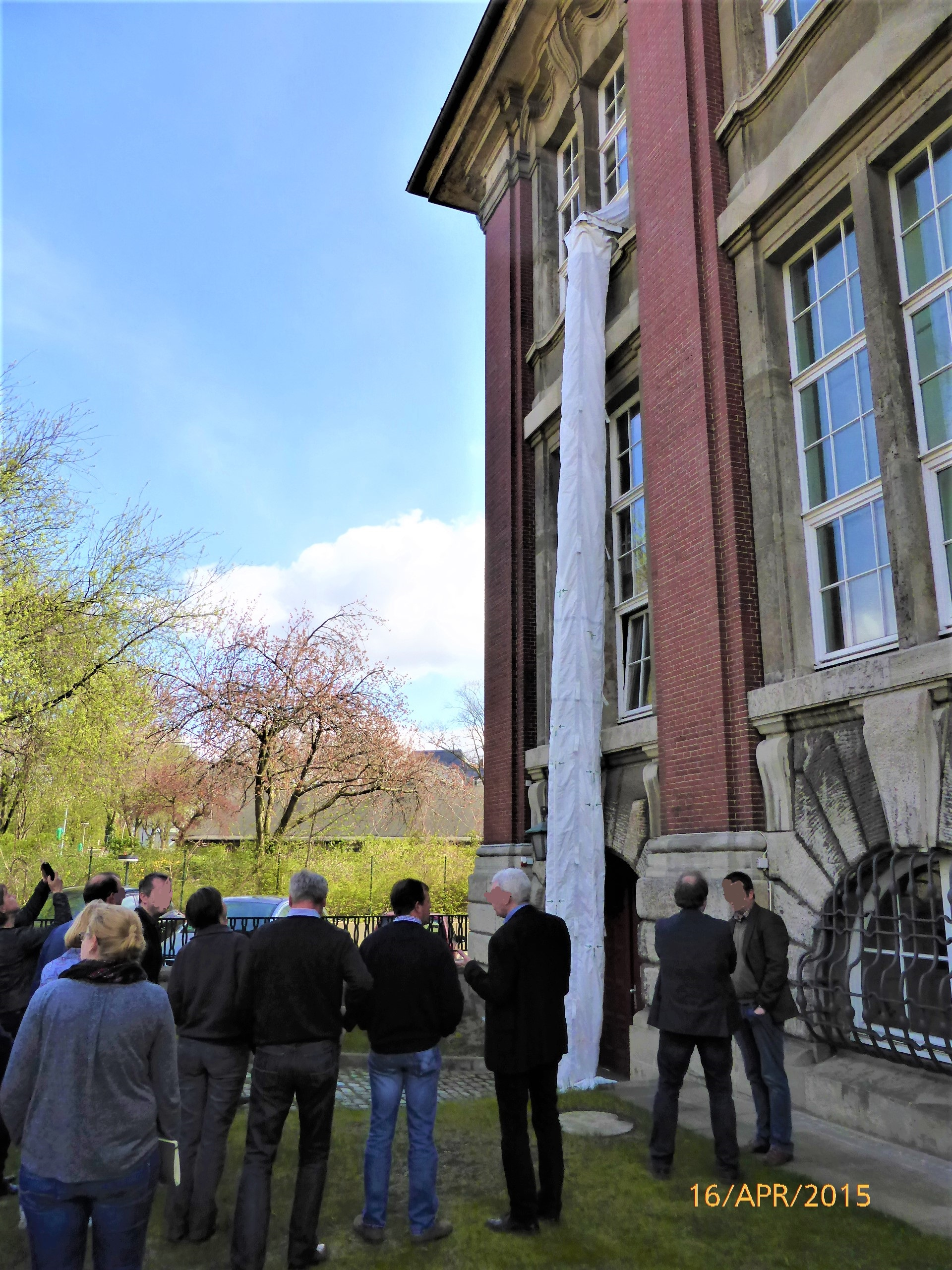
Тестова демонстрація рятувального жолоба, Гамбург, 2015

Рятувальний або евакуаційний жолоб — це особливий вид аварійного виходу, який використовується для евакуації в випадку пожежі чи іншої надзвичайної ситуації з будівлі, де застосування звичайних пожежних сходів є з якихось причин непрактичним. Це тканинна (іноді металева) труба, встановлена біля спеціального виходу на верхньому поверсі чи даху будівлі або іншої високої конструкції. Під час використання жолоб розгорнутий і може бути закріплений знизу пожежною бригадою на деякій відстані від будівлі. Коли жолоб готовий до використання, люди, що евакуюються, сідають до нього та сповзають на нижчий поверх або до рівня землі.

## Історія

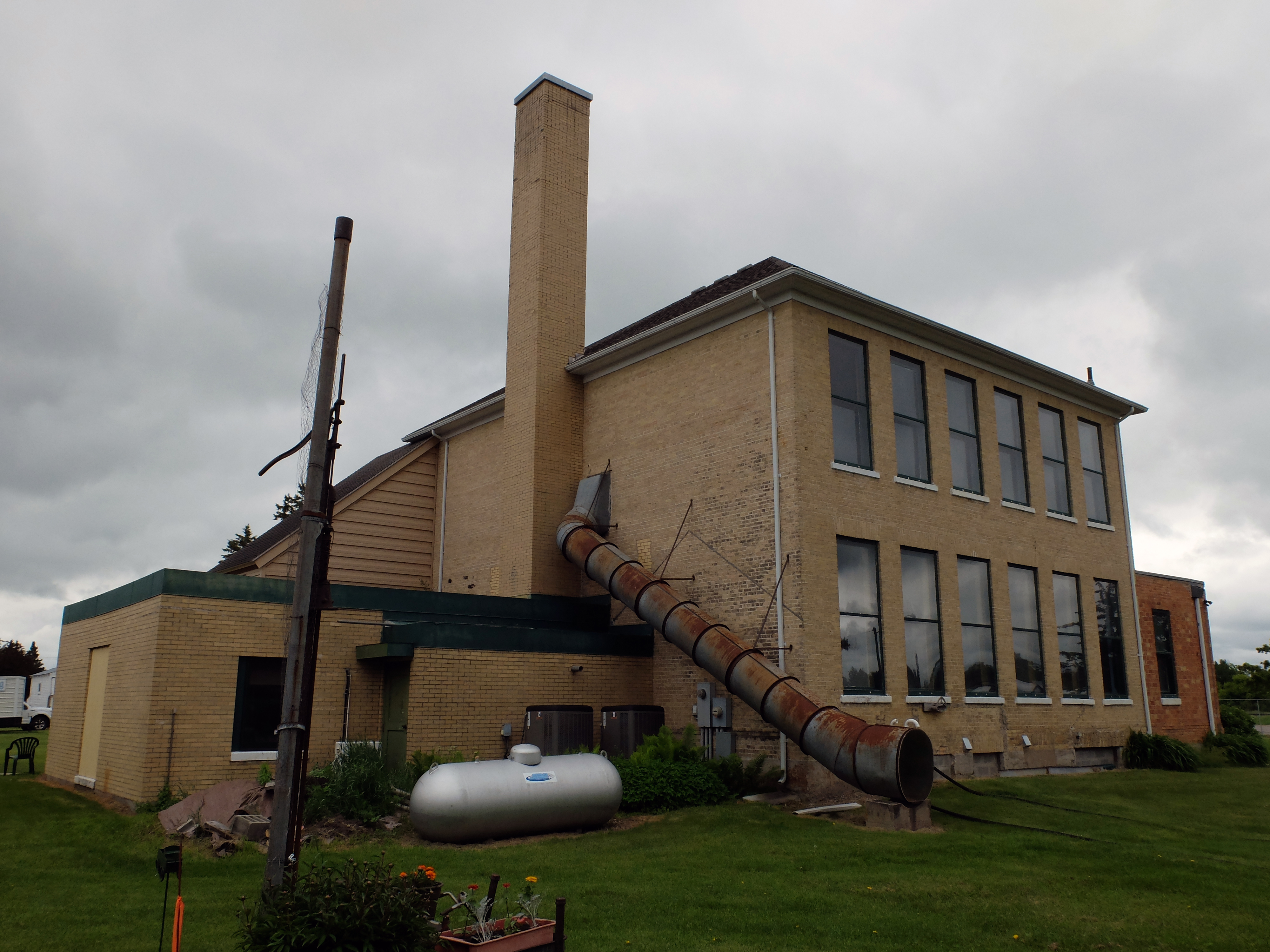
Колишня будівля школи у штаті Міннесота, США, побудована у 1911 році, з металевим евакуаційним жолобом.

Точна дата винайдення цього пристрою не визначена. У 1813 році у переліку запатентованих винаходів зареєстрований пристрій, винайдений людиною на прізвище Daujon і названий «Sac de Genève» (з французької «Женевський мішок»). Пристрій описаний як виготовлений з цільного шматка міцної тканини, близько 22 м завдовжки та 2 м завширшки. Цю модель кріпили до вікна і відтягували нижній кінець від будівлі під кутом. Під час одного експерименту в Женеві двадцять дві людини спустилися жолобом з четвертого поверху за одну хвилину п'ятдесят секунд.
На початку XX століття в деяких школах встановлювали металеві евакуаційні жолоби, схожі на дитячі гірки, у 1948 році лікарня Атланти встановила подібний спіральний жолоб, яким можна було евакуювати лежачих пацієнтів.

## Опис

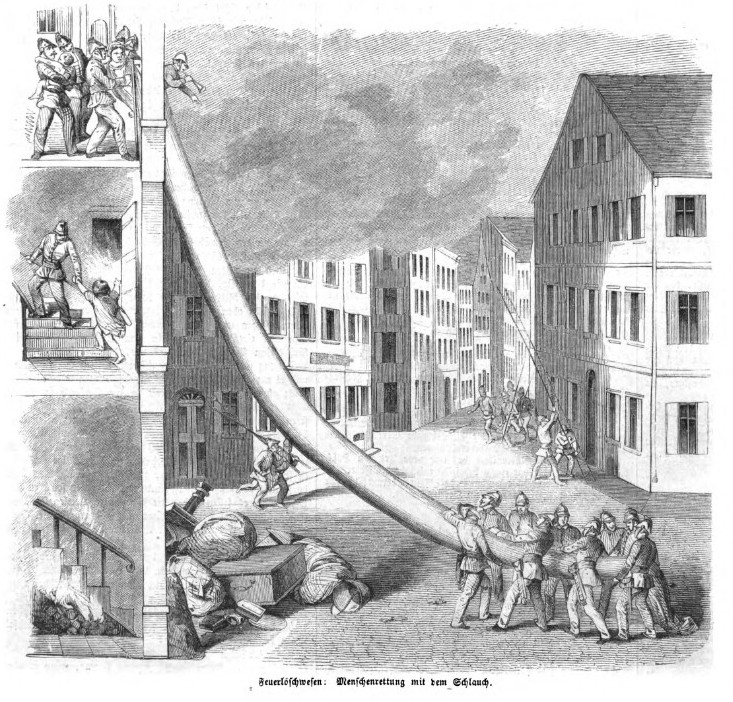
Рятувальний жолоб у 1850 році

Більшість сучасних конструкцій виготовляються з високоміцних тканин, таких як кевлар. Гнучкість цих матеріалів забезпечує компактне зберігання, швидке розгортання та м'яке гальмування і контрольований спуск користувачів порівняно з більш старими металевими конструкціями. У складеному вигляді пристрій зберігається в закритому ящику під евакуаційним вікном або парапетом балкона та займає близько одного кубічного метра простору.
У старіших моделей, після того, як вони спущені з будинку, слід відтягти нижній край під кутом (що вимагає наявності вільного простору), або ж людина спускається просто по вертикальній трубі, гальмуючи руками і ногами. У новіших моделях всередині розташовується спіральна похила поверхня. Цей спуск закручений проти годинникової стрілки, скільки досліди показали, що у більшості піддослідних поворот праворуч викликає незручності. Зазвичай використовується непрозорий матеріал труби, що запобігає сприйняттю висоти користувачем. Максимальна швидкість ковзання становить близько 2 м/с. Жолоб дозволяє 8-10 особам самостійно евакуюватися з висоти 30 метрів протягом 2 хвилин.
Жолоби можна використовувати й для евакуації маломобільних людей (хворі, інваліди, непритомні тощо), евакуація яких в інші способи викликає певні проблеми. При використанні ж жолоба потрібно лише, щоб хтось нагорі спустив людину в трубу.
Тканинні труби також можуть включати надувні елементи для надання жолобу певного ступеня структурної жорсткості та стабільності. Матеріал жолоба також повинен мати вогнезахисні властивості. У часи, коли використовувалися металеві труби, існувала проблема з їх нагріванням вогнем, через що люди всередині жолоба під час евакуації могли отримати опіки.
Окрім стаціонарних рятувальних жолобів на будівлях, існують аналогічні мобільні системи, які можуть бути встановлені на кошику пересувної пожежної драбини.